# Белоцерковский сельский совет (Запорожская область)
Белоцерковский сельский совет (укр. Білоцерківська сільська рада) — входит в состав
Бильмакского района
Запорожской области
Украины.
Административный центр сельского совета находится в
селе Белоцерковка.

## Населённые пункты совета
- Село Белоцерковка
- Село Черешневое